# Mitis Iudex Dominus Iesus
Реформа, позволяющая католикам аннулировать церковный брак в упрощённом порядке, была проведена папой римским Франциском I в 2015 году. Новый процесс признания брака недействительным был утверждён motu proprio папы Франциска 8 сентября 2015 года посредством двух отдельных апостольских посланий: motu proprio Mitis iudex dominus Iesus, где сообщалось о внесении изменений в Кодекс канонического права 1983 года, и motu proprio Mitis и et misericors Iesus, где сообщалось о внесении изменений в Кодекс канонов восточных церквей.
Объявляя о реформе на пресс-конференции, кардинал Франческо Коккопальмерио, председатель Папского Совета по интерпретации законодательных текстов, подчеркнул, что Церковь не признаёт «отмену» юридически действительного брака, а скорее объявляет о «недействительности» юридически не имеющего силу брака.

## Суть реформы
Реформа имеет три основные положения:
1. Повторный пересмотр прошения супругов перед признанием брака недействительным был отменён.[4]
2. Епископы получают право признавать недействительность брака самостоятельно, притом в более упрощённом порядке.[4]
3. Судебный процесс должен быть безвозмездным, покуда работникам трибунала выплачивается заработная плата.[5]

Положения реформы вступили в законную силу 8 декабря 2015.

## История реформы
Реформа была разработана группой экспертов по брачно-семейному праву. По мнению представителей Ватикана, она является самой радикальной ревизией процесса аннулирования брака в течение последних веков. Впервые вопрос о реформе аннулирования брака поднимался ещё Бенедиктом XIV в XVIII веке.

## Реакция общественности
Остин Иверей, британский журналист и католик, назвал реформу «революционной» и отметил, что она также является самым широким преобразованием в своей области за последние 300 лет.
Курт Мартенс, профессор и специалист по каноническому праву, высказал опасение о том, что сокращение сроков судебной процедуры не может гарантировать справедливость разбирательства. По его мнению, Церковь также теперь предоставляет возможность для такого развода, для которого теперь не требуется доказательство вины одного или обоих супругов. В статье, опубликованной в журнале First Things, Мартенс также заявил, что многие итальянские юристы опасаются, что реформа может вызвать конфликт между канонической, итальянской, и европейской судебным системами, поскольку она упраздняет ряд «надлежащих процессуальных норм». Согласно его мнению, это выливается в «несовместимости» канонической судебной системы с современной судебной процедурой.
Американский кардинал Рэймонд Берк, бывший префект Верховного трибунала апостольской сигнатуры, выказал обеспокоенность относительно благоразумия реформы, заявив, что папа римский Иоанн Павел II, подготавливая принятие Кодекса канонического права 1983 года, отверг многие из тех же самых реформ, которые были приняты папой Франциском. Иоанн Павел оправдывал это тем, что порядок судебного процесса относительно признания брака недействительным и установления правовой определенности истины развивался в течение многих веков и уже пришёл до этого к наилучшему своему состоянию.